# Le due zittelle
Le due zittelle è un racconto di Tommaso Landolfi, la cui stesura fu completata nel marzo del 1943. Venne pubblicato dapprima in sei puntate sulla rivista Il Mondo - rivista fiorentina che usciva il 1º e il 3º sabato del mese - nel 1945 e poi, in un volume unico da Bompiani nel 1946.

## La trama
Due zitelle si ritrovano, a causa della loro scimmia, Tombo, al centro di un episodio spiacevole: pare che la notte questo animale si rechi nel convento di monache lì vicino, e mimando il rito religioso, si cibi e beva ciò che è sacro. Il dilemma è come punire la scimmia, una volta smascherata, e su questo intervengono due uomini di chiesa di grado, età e opinioni molto diverse fra loro: Monsignor Tostini e Padre Alessio.

## Adattamenti
Nel 2005 Anna Marchesini ne ha tratto ed interpretato un monologo. Il dramma La Scimia di Emma Dante è liberamente ispirato a questo testo.

## Nota linguistica
Landolfi usa in alcuni casi (zittelle, scimia) varianti ormai desuete di alcuni vocaboli. Landolfi stesso dichiara di usare zittella al posto di zitella, quasi il vocabolo derivasse da zitta anziché da zita. Va comunque notato che la grafia landolfiana corrisponde a quella usata nell'italiano antico (secondo il Dizionario etimologico di Cortelazzo e Zolli, la prima occorrenza di zitella, nel senso di donna nubile, è del 1735, mentre zittella compare già nel 1612).